# Liste der Pfarren im Dekanat Hartberg
Das Dekanat Hartberg war ein Dekanat der römisch-katholischen Diözese Graz-Seckau.

## Pfarren mit Kirchengebäuden
| Pfarre                       | Pfarrverband                                                     | Patrozinium             | Kirchengebäude                                             | Bild                              |
| ---------------------------- | ---------------------------------------------------------------- | ----------------------- | ---------------------------------------------------------- | --------------------------------- |
| Ebersdorf (Steiermark)       | Kaindorf – Ebersdorf                                             | Hl. Andreas             | Pfarrkirche Ebersdorf (Steiermark)                         | Pfarrkirche Ebersdorf             |
| Eichberg                     | Grafendorf – Eichberg – Rohrbach an der Lafnitz                  | Hl. Johannes der Täufer | Pfarrkirche Eichberg                                       | Pfarrkirche Eichberg              |
| Grafendorf bei Hartberg      | Grafendorf – Eichberg – Rohrbach an der Lafnitz                  | Hl. Michael             | Pfarrkirche Grafendorf bei Hartberg Filialkirche Pongrazen | Pfarrkirche Grafenberg            |
| Hartberg                     |                                                                  | Hl. Martin              | Stadtpfarrkirche Hartberg                                  | Stadtpfarrkirche Hartberg         |
| Kaindorf                     | Kaindorf – Ebersdorf                                             | Hl. Jakobus der Ältere  | Pfarrkirche Kaindorf                                       | Pfarrkirche Kaindorf              |
| Neudau                       | Neudau – Wörth – Burgau (Dekanat Waltersdorf)                    | Hl. Andreas             | Pfarrkirche Neudau                                         | Pfarrkirche Neudau                |
| Pöllau                       | Pöllau – Pöllauberg                                              | Hl. Vitus               | Pfarrkirche Pöllau (ehem. Stiftskirche)                    | Stiftskirche Pöllau               |
| Pöllauberg                   | Pöllau – Pöllauberg                                              | Hl. Maria               | Maria Pöllauberg, Pfarr- und Wallfahrtskirche              | Wallfahrtskirche Maria Pöllauberg |
| Rohrbach an der Lafnitz      | Grafendorf – Eichberg – Rohrbach an der Lafnitz                  | Hl. Josef der Arbeiter  | Pfarrkirche Rohrbach an der Lafnitz                        | Pfarrkirche Rohrbach              |
| Sankt Johann in der Haide    | St. Magdalena bei Hartberg – St. Johann in der Haide – Unterrohr | Hl. Johannes der Täufer | Pfarrkirche Sankt Johann                                   | Pfarrkirche St. Johann            |
| Sankt Magdalena bei Hartberg | St. Magdalena bei Hartberg – St. Johann in der Haide – Unterrohr | Hl. Magdalena           | Pfarrkirche Sankt Magdalena                                | Pfarrkirche St. Magdalena         |
| Unterrohr                    | St. Magdalena bei Hartberg – St. Johann in der Haide – Unterrohr | Hl. Florian             | Pfarrkirche Unterrohr                                      | Pfarrkirche Unterrohr             |
| Wörth an der Lafnitz         | Neudau – Wörth – Burgau (Dekanat Waltersdorf)                    | Hl. Georg               | Pfarrkirche Wörth an der Lafnitz                           | Pfarrkirche Wörth                 |

## Benefizien mit Kirchengebäuden
| Benefizium | Patrozinium | Kirchengebäude                  | Bild                |
| ---------- | ----------- | ------------------------------- | ------------------- |
| Lebing     | Hl. Maria   | Benefiziatenkirche Maria Lebing | Kirche Maria Lebing |
| Neuberg    | Hl. Ägidius | Kuratbenefiziatenkirche Neuberg | Burgkapelle Neuberg |

## Dekanat Hartberg
Das Dekanat umfasste 13 Pfarren, ein Kuratbenefizium und ein Benefizium.
Dechanten
- seit ? Josef Reisenhofer, Pfarrer in Hartberg.[1]